# Ficus benjamina
Ficus benjamina és una espècie de planta del gènere de la figuera (Ficus) que es fa servir com planta d'interior. És originària del sud i sud-est d'Àsia i d'Austràlia. És l'arbre oficial de Bangkok, Tailàndia. Es fa servir en l'art topiària i arriba a fer 30 m d'alt en condicions naturals. Les seves branquetes pengen i les seves fulles són brillants de 6–13 cm de llargada i amb una punta acuminada. El seu fruit és el favorit de determinats ocells de la seva regió d'origen. (Frith et al. 1976).

## Cultiu
En les latituds tropicals i subtropicals es fa servir com arbre de carrer i de carreteres. En climes temperats es fa servir com planta d'interior on tolera condicions de cultiu. Creix millor a ple sol però tolera una ombra considerable. No cal regar-lo gaire a l'estiu i a l'hivern només evitar que els substrat s'assequei del tot. No cal ruixar-lo amb aigua en esprai. És una planta sensible al fred. Les fulles són sensibles als canvis en lluminositat.
Hi ha nombrosos cultivars (per exemple, 'Danielle', 'Naomi', 'Exotica', i 'Golden King'). Alguns cultivars presenten variegació blanca en les fulles.
Les cultivars miniatura com 'Too Little', són populars en els bonsais d'interior.
La NASA va comprovar que F. benjamina efectivament filtra les toxines de l'aire.

## Galeria

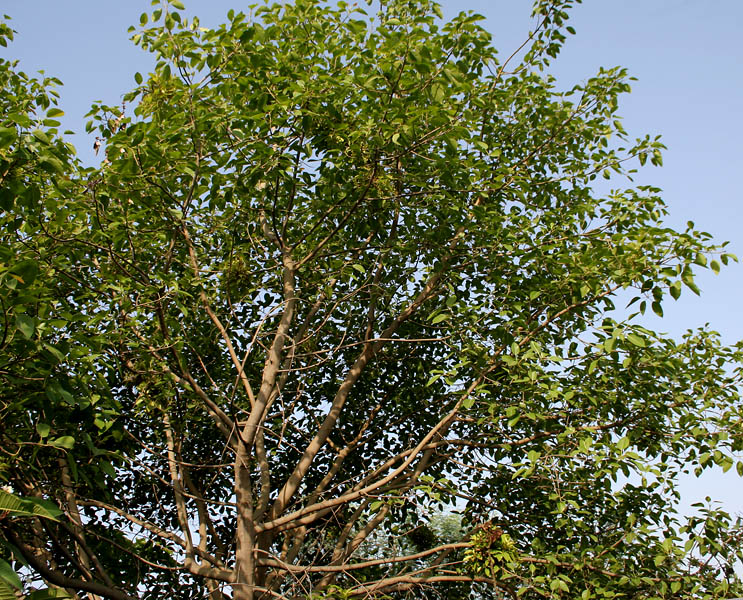
A Hyderabad, Índia.
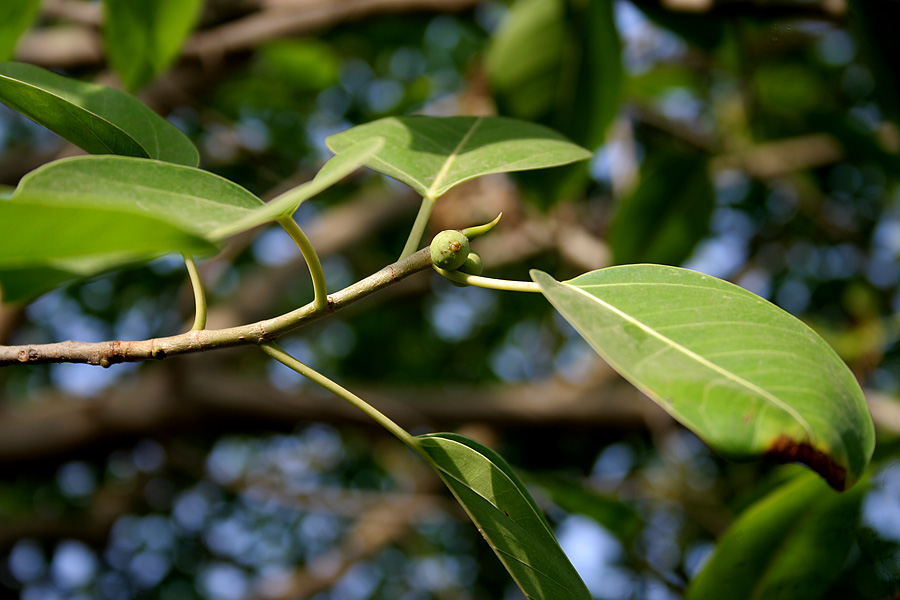
A Hyderabad, Índia.
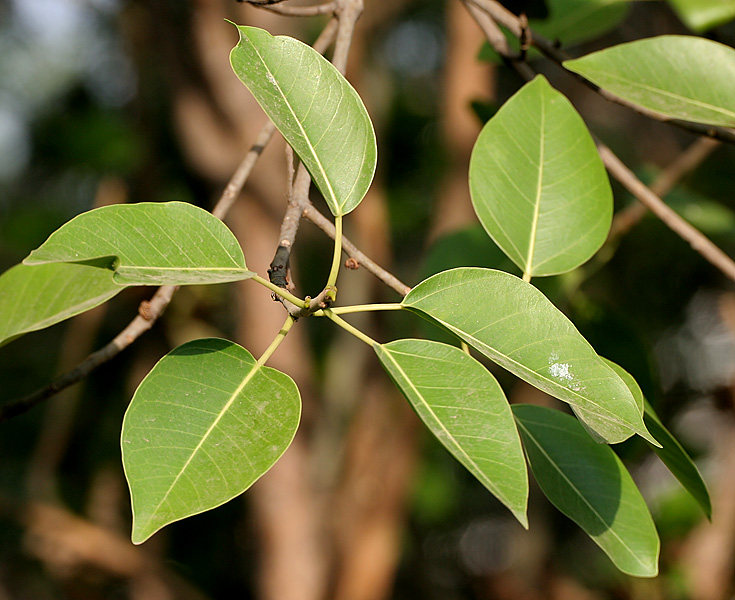
A Hyderabad, Índia.
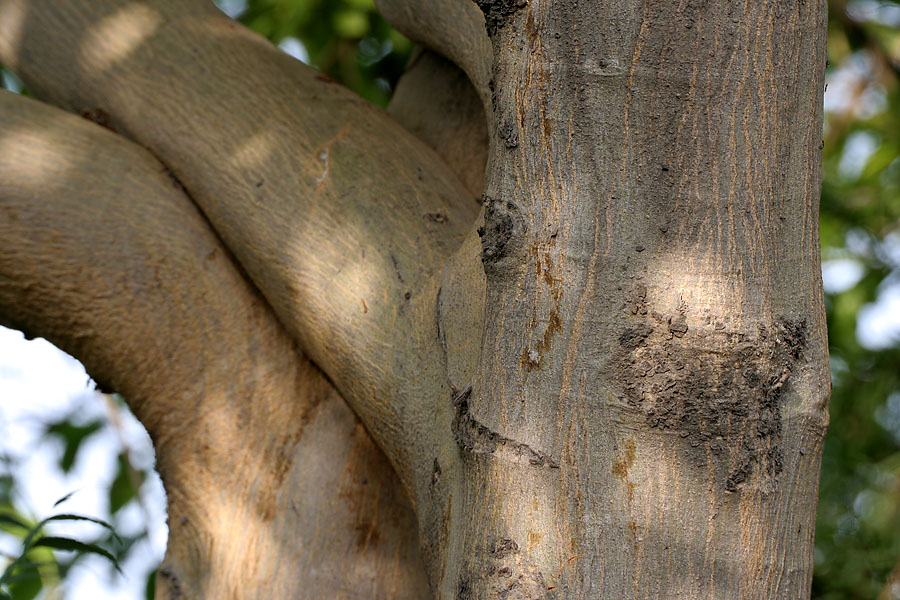
A Hyderabad, Índia.
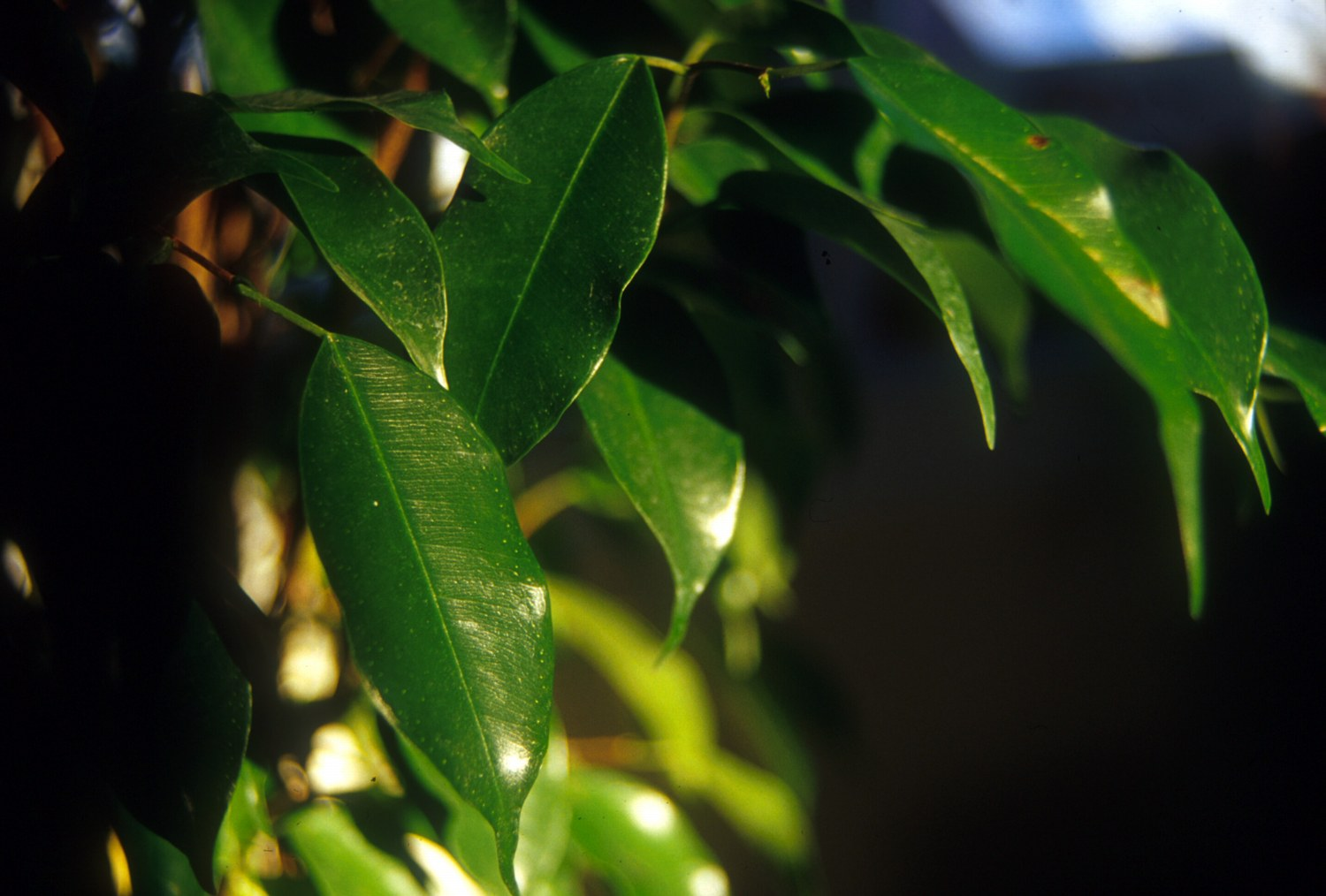
Fulles